# Негода, Александр Алексеевич
Александр Алексеевич Негода (28 февраля 1949, Белая Церковь, Киевская область, УССР — 20 августа 2016, Киев, Украина) — украинский учёный и государственный деятель. Генеральный директор Национального космического агентства Украины (20 февраля 1995 — 25 июля 2005), государственный служащий Украины первого ранга. Доктор технических наук, академик Международной академии астронавтики.

## Биография
Родился 28 февраля 1949 года в городе Белая Церковь (Киевская область) в семье Героя Советского Союза Алексея Игнатьевича Негода и Валентины Владимировны Негода (в девичестве Рогузская) (23.02.1913, Нерчинск — 15.12.1960, Днепропетровск) — учительницы.
В 1952 году вместе с семьёй переехал в город Днепропетровск, куда отец был назначен на должность командира 4-й отдельной гвардейской стрелковой бригады Киевского военного округа (КВО).
В 1966 году окончил среднюю школу № 81 города Днепропетровска, а в 1972 году — физико-технический факультет Днепропетровского государственного университета по специальности «инженер-механик». В годы учёбы в школе и университете серьёзно увлекался академической греблей и альпинизмом.
С 1972 года по 1995 года работал в конструкторском бюро «Южное» имени М. К. Янгеля, прошёл профессиональный путь от инженера до заместителя генерального конструктора В. Ф. Уткина. С 1995 года по 2005 год возглавлял Национальное космическое агентство Украины.
В 2005 году, в связи с тяжёлой болезнью, вышел на пенсию. Занимался частными исследованиями в области теории чисел и математического анализа. Увлекался коллекционированием минералов и почтовых марок. Много времени уделял воспитанию внуков Александра и Алексея.
Ушёл из жизни вечером 20 августа 2016 года, после тяжёлой и продолжительной болезни. Похоронен на Запорожском кладбище города Днепра рядом с отцом.

## Награды
- Орден «За заслуги» I степени (11 апреля 2006 года) — за значительный личный вклад в развитие ракетно-космического потенциала Украины, весомые трудовые достижения в создании и внедрении космических систем и технологий, высокое профессиональное мастерство[2]
- Орден «За заслуги» II степени (21 августа 2004 года) — за весомый личный вклад в социально-экономическое, научное и духовное развитие Украины, образцовое выполнение служебного и воинского долга, многолетний добросовестный труд и по случаю 13-й годовщины независимости Украины[3]
- Орден «За заслуги» III степени (25 февраля 1999 года) — за добросовестный труд, весомые достижения в профессиональной деятельности[4]
- Орден Дружбы (5 апреля 1999 года, Россия) — за большой личный вклад в развитие российско-украинского сотрудничества в области освоения и использования космического пространства в мирных целях[5]
- Орден «Знак Почёта» (10 октября 1982 года)
- Заслуженный машиностроитель Украины (15 июня 1994 года; в соавторстве; "За существенный личный вклад в создание ракетно-космических комплексов, освоения серийного выпуска новой техники, оборудования и товаров народного потребления")
- Государственная премия Украины в области науки и техники (Указ Президента Украины от 10 декабря 1996 года № 1189/96; "За работу в области приборостроения")
- Почётная грамота Кабинета Министров Украины (28 февраля 2004 года; "За существенный личный вклад в обеспечение укрепления экономического и научно-технического потенциала развития космической отрасли")
- Премия Правительства Российской Федерации в области науки и техники (Постановление Правительства Российской Федерации от 2 марта 2005 года № 109; в соавторстве; "За создание ракетно-космической системы на базе стратегических ракет РС-20 для запуска космических аппаратов (программа "Днепр"))
- Премия им. М.К. Янгеля Национальной Академии Наук Украины (20 февраля 1996 года; в соавторстве; "За цикл работ "Усовершенствование моделей эксплуатации космического ракетного комплекса "Циклон" для обеспечения поддержки его эксплуатационных характеристик и высокого уровня надежности в условиях ограниченного производства и уменьшения количества пусков ракет-носителей"")
- Ведомственные награды Главного управления государственной службы Украины, Министерства обороны Украины, Министерства по делам науки и технологий Украины, Национального космического агентства Украины
- Награды Федерации космонавтики СССР, Федерации космонавтики России, Федерации космонавтики Украины